# Huomen
Huomen (Kuopio, 17 de desembre de 1993 – 27 d'agost de 2001) va ser la primera vaca transgènica dels països nòrdics, portadora del gen de l'eritropoetina (EPO), el qual està relacionat amb el factor de creixement dels glòbuls vermells en els humans.
La paraula finesa huomen significà «demà» i l'expressió huomen-lehmä és equivalent a la «vaca del demà». Huomen va néixer en un estable del campus de Kuopio de la Universitat de Finlàndia Oriental. La mare biològica de Huomen no se sabia qui era, ja que Huomen es va originar a partir d'una cèl·lula d'ovari recuperada d'un munt de budells d'un escorxador; el pare, en canvi, sí que era conegut: un bou anomenat Ayrshire. Quan Huomen va ser adulta es va acabar semblant a Ayrshire, el seu pare, encara que era d'una mida més gran de l'habitual; per això, es va creure que podria haver tingut, sang frisona per part de mare.
Des del moment del seu naixement, Huomen es va convertir en un èxit mediàtic. Se l'anomenava la «vaca del demà», però també el «vedell d'or», o la «vaca medicinal» i va passar a ser el símbol de la fe en el futur de la incipient indústria biotecnològica finlandesa. Es va creure que seria possible tractar l'anèmia amb la llet de Huomen i, fins i tot, es va especular amb la possibilitat que la seva llet curés el càncer i la sida. Els investigadors, però, per motius de salut, no pensaven fecundar-la, així que no hi hauria llet. També es va revelar que una empresa estatunidenca havia aconseguit la propietat, fins al 2004, de la patent del factor de creixement dels glòbuls vermells. De manera que, fins i tot, en el cas que Huomen parís i produís llet, aquesta no es podria destinar a la medicina humana.
La història de Huomen es va caracteritzar, des del principi, per unes grans expectatives que no es varen arribar a complir; tot i així, la publicitat acumulada al voltant de la «vaca del demà» va elevar el terreny de joc del sector biotecnològic nòrdic a un nivell del què durant molts anys gaudirien algunes empreses i comunitats implicades. Així, per exemple, l'Institut A. I. Virtanen, de la Universitat de Finlàndia Oriental, que forma a experts en enginyeria genètica de renom internacional, es va crear al voltant del grup de recerca del professor Juhani Jante, científic directament implicat en la creació de Huomen. Altres empreses fundades arran de Huomen, i que es basaven en expectatives de beneficis a més curt termini, van acabar desapareixent. L'any 2000, els finlandesos van iniciar un debat sobre si la carn de Huomen o la d'altres animals transgènics podia ser comestible o no. Fins aleshores, els transgènics, pel que fa a l'alimentació i altres aspectes, havien estat considerats des d'una perspectiva positiva.
El 2001, Huomen presentava sobrepès i altres problemes de salud, no relacionats amb la transferència de gens, per la qual cosa es va assumir que havia arribat el seu final. Fins a cert punt, es va sospitar que un dels motius de la seva mort assistida, va ser el fet que la companyia Pharming, que havia invertit en bestiar transgènic, estava en fallida. Després de la seva mort, Huomen va ser dissecada i exhibida al Museu d'Història Natural de Kuopio; el 21 d'octubre de 2004, l'animal va ser traslladat al vestíbul de l'edifici de biotecnologia del campus de Kuopio.